# انقلاب 1991 في هايتي
وقع انقلاب هايتي 1991 في 29 سبتمبر عام 1991 عندما أطاحت القوات الهايتية المسلحة بالرئيس جان برتران أريستيد، الذي كان قد انتُخب قبل ثمانية أشهر في الانتخابات الرئاسية العامة في هايتي 1990-1991. قاد الضباط العسكريون الهايتيون الانقلاب، ويُخص بالذكر الجنرال راؤول سيدراس، ورئيس أركان الجيش فيليب بيامبي، وقائد الشرطة الوطنية، ميشيل فرانسوا. أُبعد الرئيس أريستيد إلى المنفى، ولم ينجُ بحياته سوى بتدخل من الدبلوماسيين الأمريكيين، والفرنسيين، والفنزويليين.

## خلفية
اعتُبرت الانتخابات الرئاسية الهايتية في العام 1990 على نطاق واسع أول انتخابات ديمقراطية في تاريخ الجزيرة.[مِن قِبَل مَن؟]
```
نُظر إلى أريستيد، الذي كان كاهنًا كاثوليكيًا شعبويًا، باعتباره أكثر المرشحين إثارة للجدل ضمن حزبه، الجبهة الوطنية للتغيير والديمقراطية. من بين جميع مسؤولي الكنيسة، كان أريستيد الوحيد الذي انتقد بشكل علني الاضطهاد الذي مُورس خلال سنوات حكم عائلة دوفالييه. مع ذلك، حصل أريستيد على غالبية الأصوات الانتخابية، بنسبة بلغت 67.5% بفضل جماهيرية تياره الشعبوي حركة لافالاس («الطوفان» في لغة سكان هايتي) التي نادت باللجوء إلى التشريعات والتعبئة العامة لإنجاز الإصلاحات الاقتصادية، وإنهاء الفساد، وتحقيق العدالة لضحايا قمع الجيش الهايتي وقوات تونتنون ماكوت الرديفة.
[
3
]
```

رغم الدعم الواسع الذي تلقاه أريستيد، لم تكن عملية انتقال السلطة بالسلاسة المرجوة. شكل برنامج أريستيد السياسي تهديدًا وجوديًا لسلطة فئات من النخبة الهايتية، وبشكل أخص أولئك المناصرين لنظام عائلة دوفالييه الديكتاتوري. تمثلت قوة المعارضة الرئيسية لرئاسة أريستيد في الجيش الهايتي الذي حاول أريستيد فرض القوانين الدستورية عليه والتي لم يتلزم بها الجيش قبل ذلك مطلقًا. اشتملت هذه القوانين على الفصل بين الجيش والشرطة ووضع الأخيرة تحت إشراف وزارة العدل، إضافة إلى تقديم المسيئين من العسكر إلى القضاء العسكري لمحاكمتهم على تجاوزاتهم بحق المواطنين، في الوقت الذي كان من المفترض محاكمتهم في المحاكم المدنية.
حشد اليمين الهايتي تحركًا مضادًا لحركة لافالاس. حدثت محاولة انقلاب على أريستيد في 6 يناير، حتى قبل مراسم تنصيبه رئيسًا، عندما أسر روجر لافونتانت، القيادي في قوات توتون ماكوت في عهد دوفالييه، أسر الرئيس الانتقالي إيرتا باسكال-ترويلو وأعلن نفسه رئيسًا للبلاد. بعد نزول أعداد ضخمة من أنصار أريستيد إلى الشوارع احتجاجًا على ذلك، حاول لافونتانت إعلان قانون الطوارئ، ولكن الجيش تدخل وقضى على الانقلاب في بدايته. دار لغط شديد بخصوص محاكمة لافونتانت، إذ حُكم بالسجن مدى الحياة بناء على توصية من أريستيد، في حين أن المدة القانونية القصوى هي 15 سنة. زاد هذا من نسبة سخط أنصار دوفالييه من نظام أريستيد.[بحاجة لمصدر]
في 27 سبتمبر 1991 ألقى أريستيد خطابًا اعتبره منتقدوه تشجيعًا على استخدام نوع من أنواع الإعدام بالإطار، إذ أشار إلى تلك الطريقة بوصفها «أداة جميلة». يجادل آخرون بأن ما أشار إليه أريستيد هو الدستور، بما أن الإعدام بالإطار لم يذكر بشكل واضح قبل ذلك في خطابه، بل ذكر أريستيد في نفس الخطاب بشكل حمّال أوجه كيفية استخدام الدستور كآلة أو وسيلة «آلتك بيدك، وعدّتك بيدك، ودستورك بيدك». رغم أن المؤامرة للإطاحة بأريستيد كانت قد بدأت قبل هذا الخطاب، فقد اكتسبت تلك اللحظة التاريخية أهمية محورية في حسم النخبة الهايتية أمرها بدعم الانقلاب.[بحاجة لمصدر]

## الانقلاب
لم يستغرق الانقلاب وقتًا طويلًا، إذ حدثت بعض المناوشات في ليلة 28 سبتمبر 1991، ولكن غالبية الأحداث وقعت في يوم 29 سبتمبر، الذي انتهى بطرد أريستيد إلى منفاه في فرنسا وإعلان سيدراس نجاح الانقلاب في الساعة 11 من مساء يوم الإثنين 30 سبتمبر. في ليلة 28 سبتمبر، تمردت بعض قواعد الجيش ومراكز الشرطة، وانحازت إلى طرف سيدراس المنقلِب على إدارة الرئيس أريستيد. مع بزوغ الفجر، أطلق الجنود النار على مقر إقامة أريستيد وعلى سيارته المصفحة في طريقها إلى القصر الوطني. استولى الجنود على القصر، وقبضوا على أريستيد وساقوه إلى مقر القيادة العسكرية. نجحت مفاوضات الدبلوماسيين الفنزويليين والفرنسيين والأمريكان في إقناع قادة الانقلابيين بالحفاظ على حياة أريستيد. أُجبر أريستيد على مغادرة البلاد إلى منفاه في فرنسا، وزار الولايات المتحدة فيما بعد وألقى خطابًا أمام الأمم المتحدة.
اندلعت موجة احتجاجات شعبية عارمة ضد الانقلاب ارتكب المشتركون فيها بعض جرائم القتل. قتلت مجموعة غوغاء السياسي سيلفيو كلود، قائد الحزب الديمقراطي المسيحي، والذي كان معارضًا لكل من دوفالييه وأريستيد. قُتل روجر لافونتات أيضًا في سجنه خلال الانقلاب، ولم تتضح أبدًا الظروف المحيطة بمقتله.